# Please Don't Stop Loving Me
«Please Don't Stop Loving Me» es una escrita e interpretada como un dueto por los músicos estadounidenses de country Porter Wagoner y Dolly Parton. Fue publicada en julio de 1974 como el sencillo principal de su álbum Porter 'n' Dolly.

## Recepción de la crítica
Un escritor no especificado de Record World declaró: “Los versos de ritmo brillante están respaldados por un súper gancho”. Un escritor no especificado de la revista Cash Box escribió: “Este convincente dúo de romance C&W será el favorito de todos”.

## Lista de canciones
Todas las canciones escritas y compuestas por Porter Wagoner y Dolly Parton.
1. «Please Don't Stop Loving Me» – 2:45
2. «Sounds of Nature» – 2:17

## Posicionamiento
| Gráfica (1974)                                 | Pico de posición |
| ---------------------------------------------- | ---------------- |
| Canadá (RPM Country Playlist)                  | 45               |
| Estados Unidos (Billboard Hot Country Singles) | 1                |